# Gypsoplaca macrophylla
Gypsoplaca macrophylla är en lavart som först beskrevs av Alexander Zahlbruckner, och fick sitt nu gällande namn av Timdal. Gypsoplaca macrophylla ingår i släktet Gypsoplaca och familjen Gypsoplacaceae.   Inga underarter finns listade i Catalogue of Life.